# بطولة الوزن الثقيل الجنوبية إيه دبليو إيه
كانت بطولة الوزن الثقيل الجنوبية إيه دبليو إيه عنوانًا رئيسيًا لمصارعة المحترفين في كونتيننتال ريسلينغ أسوسيايشن خلال السبعينيات والثمانينيات. كان اللقب جزءً من سلالة طويلة بدأت عندما أعيدت تسمية بطولة بطولة الوزن الثقيل الصغير الجنوبية إن دبليو إيه، المستخدمة منذ عام 1939، إلى بطولة الوزن الثقيل الجنوبية إن دبليو إيه (إصدار ممفيس) في عام 1974. لقد تغير اسم اللقب مرة أخرى في عام 1978، عندما أعيدت تسميته بطولة الوزن الثقيل الجنوبية إيه دبليو إيه بسبب شراكة مع جمعية المصارعة الأمريكية. كان اللقب يسمى أيضًا بطولة بطولة الوزن الثقيل ميد-ساوثرن في مجلة Pro Wrestling Illustrated وإصداراتها الشقيقة، حتى لا يتم الخلط بين هذا العنوان وبين نسخة تشامبيونشيب ريسلينغ فروم فلوريدا من اللقب.
تم إنعاش اللقب في يونايتد ستايتس ريسلينغ أسوسيايشن من عام 1989 حتى عام 1997 عندما تم إغلاق يو إس دبليو إيه. كان اللقب يُعرف باسم بطولة الوزن الثقيل الجنوبية يو إس دبليو إيه ولاحقًا ببساطة بطولة الوزن الثقيل يو إس دبليو إيه خلال تلك الفترة؛ ومع ذلك، فعلى عكس اللقب الجنوبي السابق في ممفيس، لعب هذا اللقب دورًا ثانويًا في بطولة بطولة الوزن الثقيل العالمية الموحدة يو إس دبليو إيه. تم إنعاش اللقب في ممفيس تشامبيونشيب ريسلينغ باعتبارها بطولة الوزن الثقيل الجنوبية إم سي دبليو في عامي 2000 و2001. تم إنعاشه لاحقًا وإعادة تسميته في عام 2004 لاستخدامه في ممفيس ريسلينغ بطولة الوزن الثقيل الجنوبي ممفيس ريسلينغ، حيث كان آخر بطل حسب السجلات هو برايان كريستوفر، الذي فاز بالبطولة في 4 نوفمبر 2010، ولكن مع عدم وجود مباريات بطولة مسجلة منذ ذلك الحين. عقدت مصارعة ممفيس آخر دورة منتظمة لها في عام 2009.
في 5 أكتوبر 2019، استعادت يو أس إيه تشامبيونشيب ريسلينغ بطولة الوزن الثقيل الجنوبية مع البطولة التي تقام في يو إس إيه تشامبيونشيب ريسلينغ Southern Justice في أومان أرينا.